# Põhimaantee 2
Die Põhimaantee 2 (Nationalstraße 2) ist eine Fernstraße in Estland. Auf ihrer gesamten Länge ist ihr Lauf identisch mit der Europastraße 263.

## Verlauf

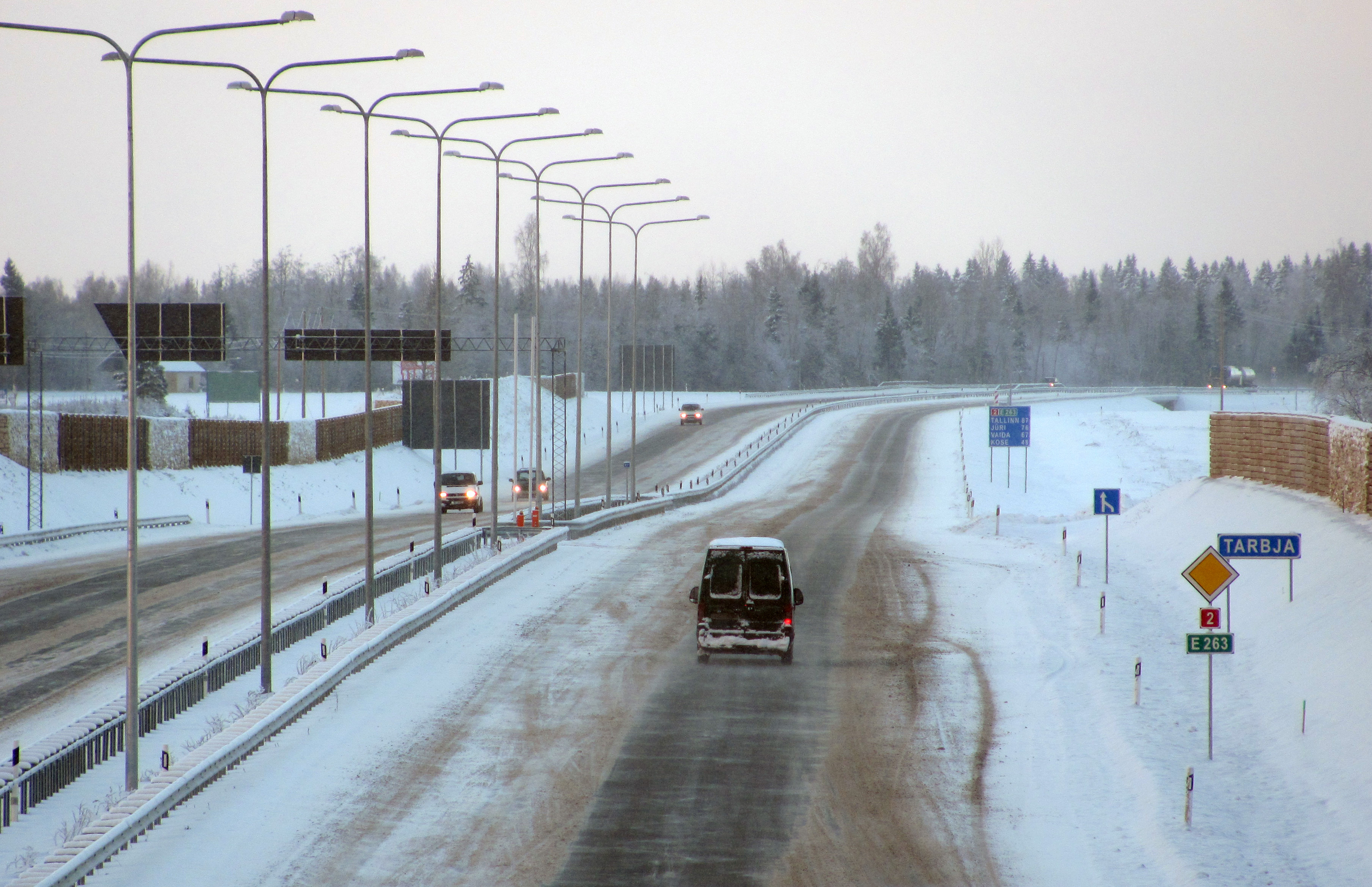
Die Straße auf der Höhe von Paide (2010)

Die auch als Tallinna–Tartu–Võru–Luhamaa maantee bekannte, auf einem kürzeren Abschnitt autobahnartig ausgebaute Straße beginnt in der estnischen Hauptstadt Tallinn und verläuft von dort nach Tartu und weiter über Võru bis zur Põhimaantee 7 (Europastraße 77), die sie in Luhamaa erreicht.
Die Länge der Straße beträgt rund 288 km.

## Geschichte
Bis in die 1990er Jahre trug die Straße die Bezeichnung A202.